# Tobermore
Tobermore est une commune dans le comté de Londonderry en Irlande du Nord.

## Personnalités liées à la commune
- Adam Clarke (1762-1832) : théologien né à Tobermore ;
- Harry Gregg (1932-2020) : footballeur né à Tobermore.